# ナデジダ・チジョワ
ナデジダ・チジョワ (ロシア語: Надежда Владимировна Чижова, ラテン文字転写: Nadezhda Vladimirovna Chizhova, 1945年9月29日 - )は、旧ソビエト連邦の陸上競技選手。砲丸投の選手として1968年メキシコシティーオリンピックから3大会連続の出場。ミュンヘン大会では金メダルを獲得。ほか2大会でも銀メダルと銅メダルを獲得している。
チジョワは1968年に18.67mの世界新記録を達成。1969年7月には初めて20mを突破する20.09m、1972年ミュンヘンオリンピックでは初めて21mを突破する21.03mの世界新記録を樹立した。

## 世界新記録
- 18,67m (1968)
- 19,72m (1969)
- 20,09m (1969)
- 20,43m (1969)
- 20,63m (1972)
- 21,03m (1972)
- 21,20m (1973)

## 実績
| 年   | 大会                 | 場所                     | 種目   | 結果 | 記録   |
| ---- | -------------------- | ------------------------ | ------ | ---- | ------ |
| 1965 | ユニバーシアード     | ブダペスト(ハンガリー)   | 砲丸投 | 銀   | 17.27m |
| 1966 | ヨーロッパ陸上選手権 | ブダペスト(ハンガリー)   | 砲丸投 | 金   | 17.22m |
| 1968 | オリンピック         | メキシコシティ(メキシコ) | 砲丸投 | 銅   | 18.19m |
| 1969 | ヨーロッパ陸上選手権 | アテネ(ギリシャ)         | 砲丸投 | 金   | 20.43m |
| 1970 | ユニバーシアード     | トリノ(イタリア)         | 砲丸投 | 金   | 19.51m |
| 1971 | ヨーロッパ陸上選手権 | ヘルシンキ(フィンランド) | 砲丸投 | 金   | 20.16m |
| 1972 | オリンピック         | ミュンヘン(西ドイツ)     | 砲丸投 | 金   | 21.03m |
| 1973 | ユニバーシアード     | モスクワ(ソビエト連邦)   | 砲丸投 | 金   | 20.82m |
| 1974 | ヨーロッパ陸上選手権 | ローマ(イタリア)         | 砲丸投 | 金   | 20.78m |
| 1976 | オリンピック         | モントリオール(カナダ)   | 砲丸投 | 銀   | 20.96m |